# Каус
Каус (на английски: Cowes) е град на остров Уайт в южна Англия. Населението му е около 10 400 души (2011).
Разположен е на 23 метра надморска височина на западния бряг на устието на река Медина и на южния бряг на протока Солънт, на 6 километра северно от Нюпорт и на 16 километра югозападно от Портсмът. Селището е известно от 1413 година, а през XIX век се превръща в център на ветроходния спорт и строителството на плавателни съдове за спорт и развлечение, което и днес е основна стопанска дейност за града.

## Известни личности
Родени в Каус
- Джеръми Айрънс (р. 1948), актьор
- Томас Арнолд (1795 – 1842), педагог